# Yu-Mex

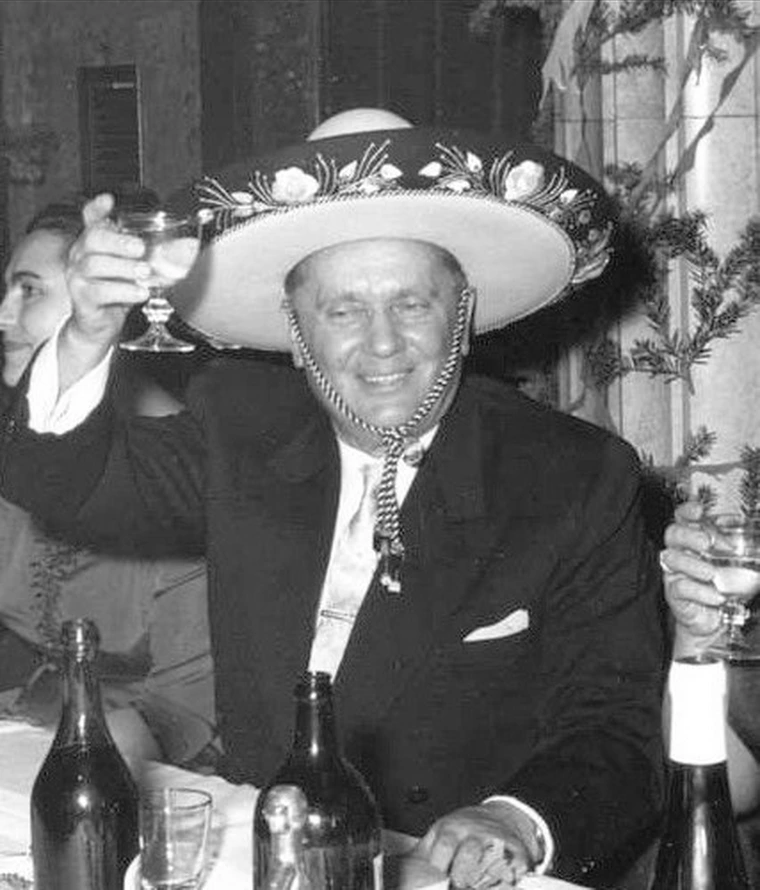
Tito, presidente de Yugoslavia, con un sombrero tradicional mexicano puesto.

Yu-Mex (acrónimo de «yugoslavo» y «mexicano») fue un estilo de música popular de la República Federativa Socialista de Yugoslavia que incorporaba elementos de la música tradicional mexicana. Este estilo fue especialmente popular durante las décadas de 1950 y 1960, cuando una sucesión de cantantes yugoslavos empezaron a interpretar canciones tradicionales mexicanas.
Yugoslavia no disponía de una gran industria cinematográfica, y nada más concluir la guerra la mayoría de las películas que se proyectaban en Yugoslavia provenían de la Unión Soviética. Tras la ruptura Tito-Stalin de 1948, se dejaron de proyectar películas soviéticas en Yugoslavia. A su vez, Tito no quería que se emitiera cine estadounidense en su país. Por ello, recurrió a la importación de cine mexicano, que estaba viviendo su edad dorada. El hecho de que numerosas películas glorificaran la Revolución Mexicana, representando a mexicanos de a pie alzándose contra el Estado opresor, confirió al cine mexicano un carácter lo suficientemente «revolucionario» como para que se proyectara en Yugoslavia. Se establecieron muchos paralelismos entre la lucha emprendida por los partisanos durante la Segunda Guerra Mundial y la Revolución Mexicana. La primera película mexicana que se estrenó en Yugoslavia fue el drama de 1950 Un día de vida, que se convirtió en un enorme éxito cuando se proyectó en el país balcánico en 1952. El argumento de Un día de vida, que trata de la ejecución de un rebelde durante la Revolución Mexicana, hizo llorar a muchos espectadores en Yugoslavia, que vieron un paralelismo con su propia experiencia en la Segunda Guerra Mundial.
También tuvieron éxito otras películas de carácter menos político, como comedias y romances, y muchos yugoslavos jóvenes empezaron a imitar el estilo de las estrellas de cine mexicanas, a las que se consideraba que encarnaban todo aquello que estaba de moda. Como la mayoría de las películas que se proyectaron en Yugoslavia en los años cincuenta y sesenta eran mexicanas, todo lo mexicano se popularizó enormemente en Yugoslavia, y muchos músicos se ponían sombreros para interpretar música mexicana, ya fuera cantada en serbocroata o en el español original.

## Literatura y cine
El escritor esloveno Miha Mazzini renovó el interés en la música Yu-Mex tras publicar su novela Paloma negra. Durante la investigación que hizo para la novela, Mazzini grabó las historias contadas por los protagonistas y filmó el documental México yugoslavo (YuMex).